# Dolors López
María Dolors López Aguilar (Lérida, 22 de octubre de 1958) es una política española.
El 23 de abril de 2006, durante la celebración del día de San Jorge, fue agredida por un grupo de jóvenes independentistas que asaltaron y derribaron el puesto de libros del Partido Popular.
En 2008, durante el X congreso provincial del Partido Popular, resultó elegida presidenta del partido por la provincia de Lérida, con un 94,2% de los votos emitidos.
En 2010 continúa en la presidencia del partido y ejerce también de vicesecretaria de Relaciones Institucionales del PPC.

## Biografía
Licenciada en Derecho por la Universidad de Lérida. Primer y segundo curso de Práctica Jurídica en el Colegio Provincial de Abogados de Lérida. Cursos en Derecho Matrimonial, Cooperativismo y Derecho Civil catalán.
Fue secretaria general del PP de Lérida (1998-2005) y concejal en el Ayuntamiento de Lérida (1995-2007).
Candidata como cabeza de lista del PPC por la provincia de Lérida, en las Elecciones al Parlamento de Cataluña de 2010 y en las Elecciones al Parlamento de Cataluña de 2012; ha sido diputada del Parlamento de Cataluña por la circunscripción electoral de Lérida en la IX y X legislaturas.
En  las elecciones municipales de 2015 fue candidata del Partido Popular de Cataluña a la alcaldía de Lérida y su partido pasó de 6 a 2 concejales.